# Bahnhof Groningen
Der Bahnhof Groningen ist der größte Bahnhof der niederländischen Stadt Groningen sowie der gleichnamigen Provinz. Der Bahnhof wurde 2024 täglich von 16.064 Personen genutzt. Er ist zentraler Knotenpunkt im städtischen ÖPNV. Am Bahnhof verkehren nationale Regional- und Fernverkehrszüge sowie der grenzüberschreitende Stoptrein nach Leer. Der Bahnhof liegt an der südlichen Seite der Innenstadt von Groningen.

## Geschichte
Der heutige Bahnhof ist das dritte Bahnhofsgebäude. Der Bahnhof wurde am 1. Juni 1866 mit dem Abschnitt von Groningen nach Leeuwarden der Bahnstrecke Harlingen–Nieuwe Schans eröffnet. Als nächste Verbindung wurde 1868 die Strecke nach Winschoten – Nieuwe Schans (heute: Bad Nieuweschans) in Betrieb genommen. Die Verbindung nach Meppel folgte 1870. Ein richtiges Bahnhofsgebäude wurde 1872 fertiggestellt. Im Jahr 1884 wurde die Strecke nach Delfzijl eröffnet. Ihr heutiges Aussehen erhielt die Station 1896. 1999 wurde das Bahnhofsgebäude komplett renoviert und modernisiert.

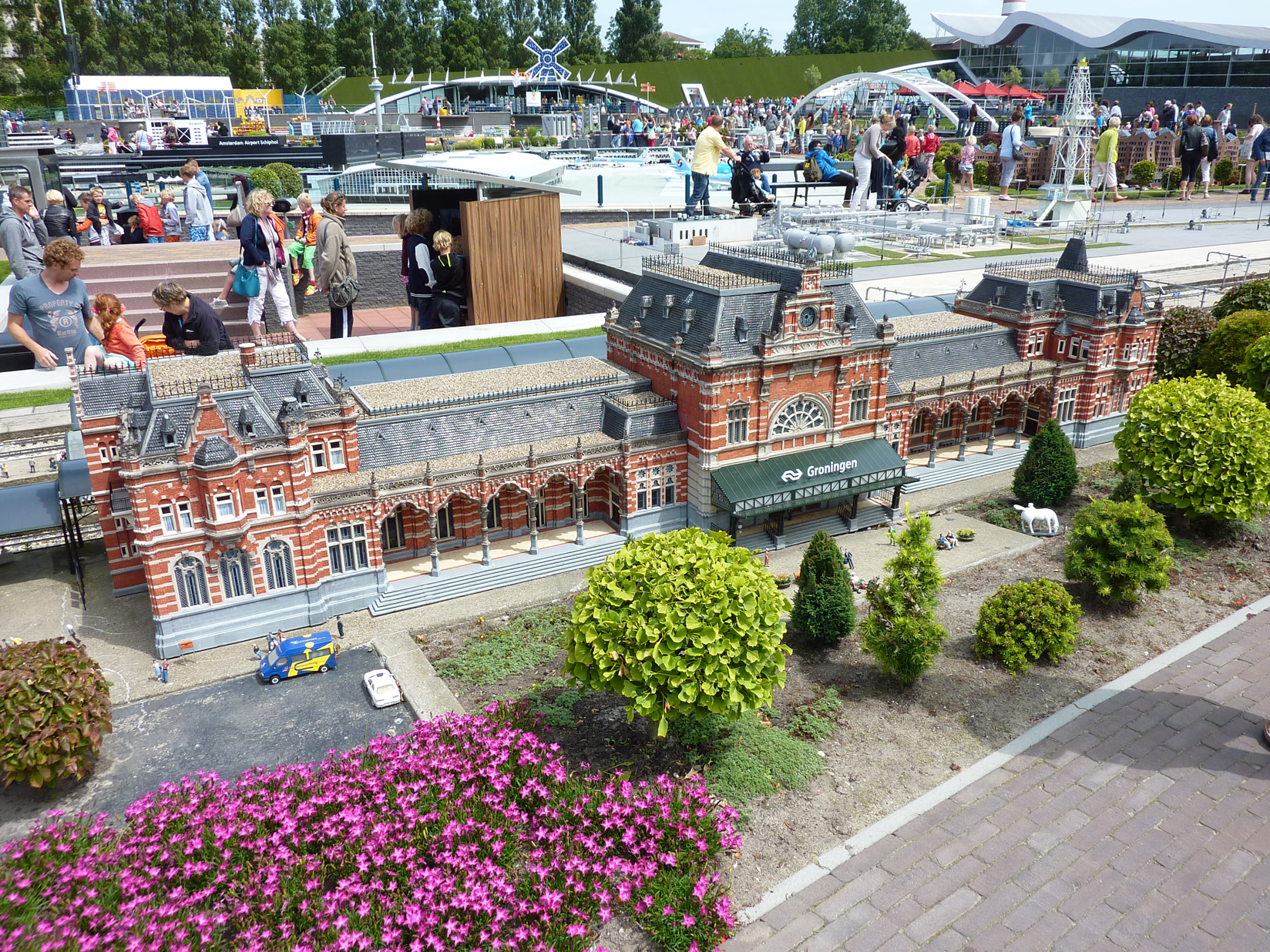
Der Bahnhof Groningen als Modell in Madurodam

## Zukunft
Im Rahmen des Projektes Groningen Spoorzone werden in der Zukunft tiefgründige Maßnahmen am Bahnhof Groningen ergriffen. Die Auftraggeber, die Gemeinde Groningen, die Nederlandse Spoorwegen, ProRail und die Provinz Groningen, arbeiten gemeinsam am Umbau des Bahnhofsgebietes. Unterhalb der Gleise soll eine Unterführung für Busse errichtet werden, die zum neuen Busbahnhof südlich des Bahnhofes führen soll. Ein unterhalb der Gleise geplanter Tunnel, soll den Fußgängern den Zugang zu den Bahnsteigen ermöglichen. Darüber hinaus soll an der Südseite eine neue Fahrradstation angelegt werden, die über einen neugebauten Fahrradtunnel mit der Fahrradstation Stadsbalkon an der Vorderseite des Bahnhofes verbunden werden soll. Aufgrund des zunehmenden Reiseverkehrs soll der Rangierbahnhof nach Haren verlegt werden, wodurch sich Platz für einen Eingang sowie einen Vorplatz an der Südseite bietet. Die Fertigstellung des Projektes ist für das Jahr 2023 geplant.[veraltet]

## Streckenverbindungen
Im Jahresfahrplan 2022 bedienen folgende Linien den Bahnhof Groningen:
| Zugtyp             | Linienverlauf                                                                                                  | Frequenz                                                     |
| ------------------ | --- | ------------------------------------------------------------ |
| Intercity          | Rotterdam Centraal – Utrecht Centraal – Amersfoort Centraal – Zwolle – Groningen                               | stündlich                                                    |
| Intercity          | Den Haag Centraal – Schiphol Airport – Amsterdam Zuid – Almere Centrum – Lelystad Centrum – Zwolle – Groningen | stündlich                                                    |
| Intercity          | Groningen – Assen – Zwolle – Lelystad Centrum – Almere Centrum – Amsterdam Centraal                            | freitag- und samstagnachts ein Zugpaar in Richtung Amsterdam |
| Sprinter           | Groningen – Assen                                                                                              | halbstündlich (fährt nur in der HVZ)                         |
| Sprinter           | Zwolle – Meppel – Assen – Groningen                                                                            | halbstündlich                                                |
| Sneltrein (Arriva) | Leeuwarden – Groningen                                                                                         | halbstündlich                                                |
| Sneltrein (Arriva) | Groningen – Winschoten                                                                                         | halbstündlich (fährt am Wochenende nicht)                    |
| Stoptrein (Arriva) | Groningen – Zuidbroek – Bad Nieuweschans – Weener – Leer (Ostfriesland)                                        | stündlich                                                    |
| Stoptrein (Arriva) | Leeuwarden – Groningen                                                                                         | halbstündlich                                                |
| Stoptrein (Arriva) | Groningen – Zuidbroek – Winschoten                                                                             | stündlich                                                    |
| Stoptrein (Arriva) | Groningen – Roodeschool (– Eemshaven)                                                                          | halbstündlich (2–4× täglich nach Eemshaven)                  |
| Stoptrein (Arriva) | Groningen – Delfzijl                                                                                           | halbstündlich                                                |
| Stoptrein (Arriva) | Groningen – Veendam                                                                                            | halbstündlich                                                |